# 카렐 하블리체크 보로프스키

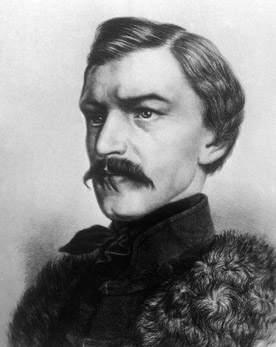

카렐 하블리체크 보로프스키(Karel Havlíček Borovský, 1821년 10월 31일 ~ 1856년 7월 29일)는 체코의 저널리스트이자 시인이다. 그는 근대 체코 저널리즘의 실제적인 창시자로 체코 저널리즘의 상징적 인물이다.
'나로드니 노비니(Národní noviny)'와 '슬로반(Slovan)'이라는 신문을 발간해 혁명운동과 체코 민족운동을 이끌어 나갔다. 그는 굽힐 줄 모르는 저항 정신으로 1851년 티롤의 브릭센으로 유배 되었다가, 병에 걸려 돌아온지 1년만인 1856년 죽었다. 그의 장례식장에는 프라하의 애국자들이 대거 집결하여서 바흐 절대주의하에서 최대의 시위를 일으켰다.